# Axial (monte submarino)
El Axial (también llamado Coaxial) es un monte y volcán submarino ubicado en la dorsal de Juan de Fuca, a unos 480 km al oeste de Cannon Beach, Estados Unidos. El Axial es el volcán más joven y el actual centro eruptivo de la cadena montañosa submarina Cobb-Eickelberg. Situado en el centro de un punto caliente y de una dorsal mediooceánica, el Axial es geológicamente complejo, y sus orígenes son poco conocidos. El Axial se establece en una larga y baja meseta, con dos grandes zonas de rift, con una tendencia de 50 km al noreste y suroeste de su centro. El volcán cuenta con una inusual caldera rectangular, y sus costados están marcados por grietas, respiraderos hidrotermales, pahoehoes y cráteres de subsidencia de hasta 100 m de profundidad.
El Axial fue detectado por primera vez en la década de 1970 por medio de imágenes satelitales de altimetría, y fue mapeado y explorado por el Piscis IV, el DSV Alvin y otros buques en la década de 1980. Un gran paquete de sensores se dejó caer en el monte submarino en 1992, y el New Millennium Observatory (NeMO) se estableció en sus flancos en 1996. El Axial recibió una significativa atención científica tras la detección sísmica de una erupción submarina en enero de 1998. Expediciones y análisis posteriores mostraron que el volcán había generado flujos de lava de hasta 13 m de densidad, y se encontró que el volumen eruptivo total era de 18 000 a 76 000 km³. El volcán hizo erupción en abril de 2011, y hubo otra erupción en 2015.